# Миронова, Зоя Васильевна
Зо́я Васи́льевна Миро́нова (26 февраля 1912 — 16 марта 1991) — советский партийный деятель, дипломат. Чрезвычайный и полномочный посол (1966).

## Биография

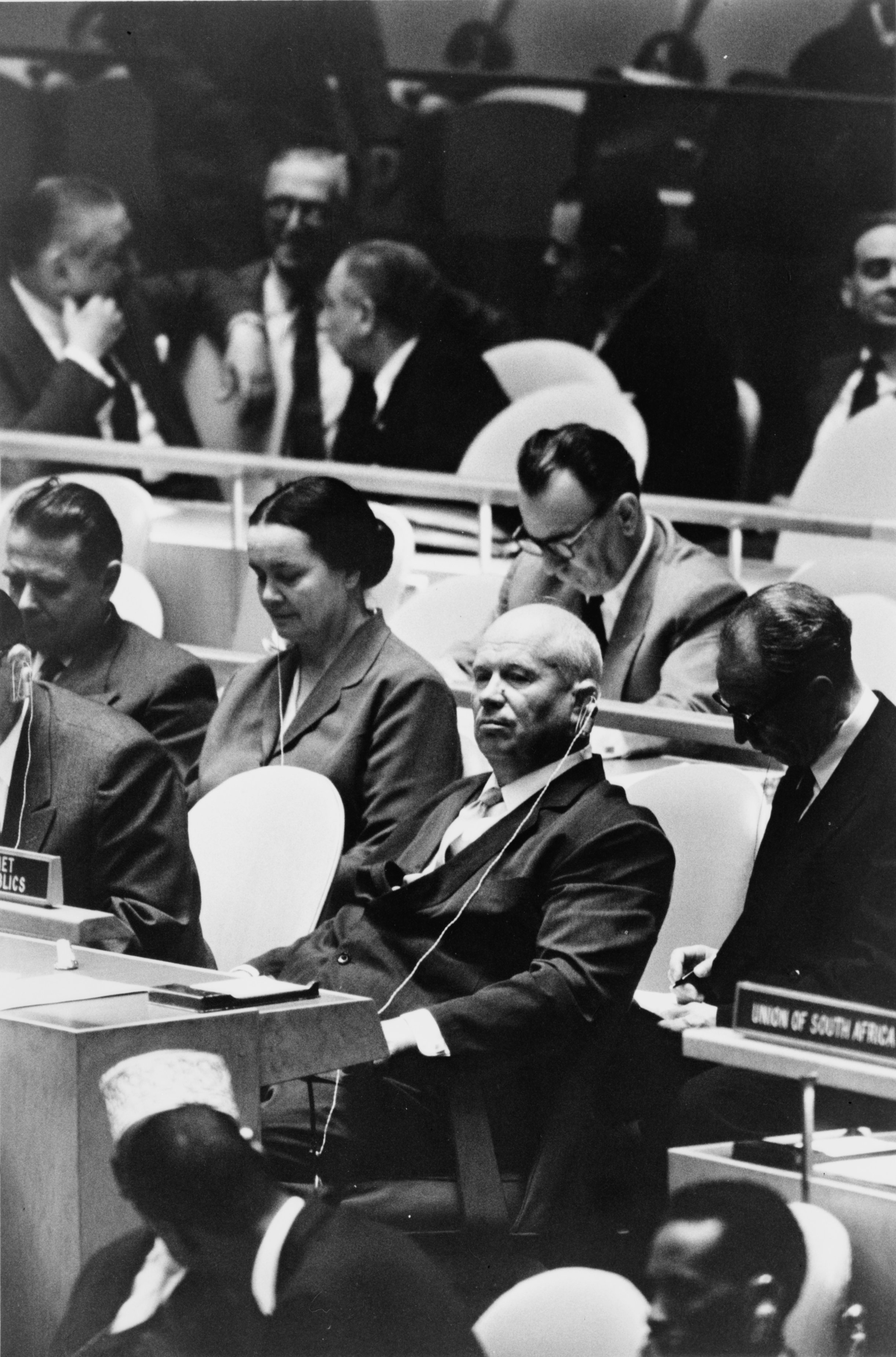
Никита Хрущёв и З. В. Миронова в зале Генеральной Ассамблеи ООН. Сентябрь 1960 г.

Родилась в феврале 1912 года в городе Ядрине Ядринского уезда Казанской губернии в семье мелкого чиновника чувашского происхождения. Окончила МХТИ имени Д. И. Менделеева (1935).
С 1935 года — сотрудник Государственного научно-исследовательского института редких металлов. Член ВКП(б) (1940). В 1945—1950 годах — секретарь бюро ВКП(б) Государственного научно-исследовательского института редких металлов. Кандидат технических наук (1949).
С 1950 по 1951 год — 2-й секретарь Дзержинского районного комитета ВКП(б) (Москва). С 1950 по 1959 год — заместитель председателя Исполнительного комитета Московского городского Совета. С 1952 по 1966 год — член ЦРК КПСС.
- В 1959—1962 годах — заместитель постоянного представителя СССР при ООН.
- В 1960—1966 годах — постоянный представитель СССР в Комитете ООН по правам женщин.
- В 1966—1982 годах — постоянный представитель СССР при Отделении ООН и других международных организациях в Женеве.

Умерла 16 марта 1991 года. Похоронена в Москве в колумбарии Донского кладбища.

## Награды и премии
- Сталинская премия третьей степени (1950) — за разработку и внедрение методов производства редкого металла и его соединений.
- Орден Ленина.
- Орден Октябрьской Революции.
- Орден Дружбы народов.
- Два ордена Трудового Красного Знамени.
- Орден «Знак Почёта».
- Медали.

## Память
- В Ядрине, на доме, где родилась Зоя Васильевна (№ 59 по улице 50 лет Октября; бывшая Большая Сиротская улица) в 2012 году установлена мемориальная доска[3].